# Rode bosbes
De rode bosbes of vossenbes (Vaccinium vitis-idaea) is een plant uit de heidefamilie (Ericaceae).

## Beschrijving
De dwergstruik wordt tussen de 10 en 40 cm groot en heeft een compacte, rechtopstaande vorm. De ovale bladeren zijn afwisselend geplaatst en tweedelig gerangschikt, donkergroen en leerachtig. Aan het einde van de groeischeuten hangen de trossen met witte, soms rossige, klokvormige bloemen. De bloemtrossen bestaan uit vier bloemen. Bij andere soorten bosbessen bestaan deze meestal uit vijf bloemen. Eind augustus, begin september rijpen de bessen in vijf tot zes weken via wit naar helderrood. Cultivars rijpen onder goede omstandigheden nog een tweede keer in september en oktober. De rode bosbes is groenblijvend.

## Voorkomen
Omdat de rode bosbes vorstbestendig is (temperaturen tot −22 °C worden verdragen), komt de soort overal op het noordelijk halfrond voor, van de noordelijke gematigde klimaatzone tot in het bereik van de Noordpoolcirkel (71 °N in Groenland). In Nederland is de soort onder meer te vinden op de Sallandse heuvelrug en op de Veluwe. Ze prefereert zonnige en droge standplaatsen op zure, schrale grond en verdraagt zelfs nog schaduwrijke bossen en voedingsarme zandgronden.

## Vermeerdering
Rode bosbessen vermeerderen zich naast de gebruikelijke weg via bestuiving ook door ondergrondse uitlopers. Hoewel rode bosbessen zeer vaak in de onmiddellijke nabijheid van blauwe bosbessen (Vaccinium myrtillus) groeien, hybridiseren beide soorten zelden. De hybride tussen beide soorten heet Vaccinium ×intermedium

## Gebruik
De rode bosbes is een gewaardeerde en geliefde vrucht die vooral bij wildgerechten wordt geserveerd in de keukens van Noord- en Centraal-Europa, met name in de Scandinavische landen, Polen, Oostenrijk, Slowakije en Karelië (Rusland). Overigens mogen de bessen in Scandinavië op grond van het traditionele allemansrecht op alle publieke en private terreinen vrij geplukt worden. Wegens zijn wrange, zure smaak, die door het hoge gehalte aan fruitzuren (onder meer ascorbinezuur, benzoëzuur en salicylzuur) wordt veroorzaakt, wordt de vrucht slechts zelden rauw gegeten en meestal tot compote verwerkt.
De vruchten bevatten vele gezonde stoffen zoals vitamine C, vitamine B1, vitamine B2, vitamine B3 en β-caroteen. Ook bevatten de vruchten mineralen als kalium, calcium, magnesium en fosfaat.

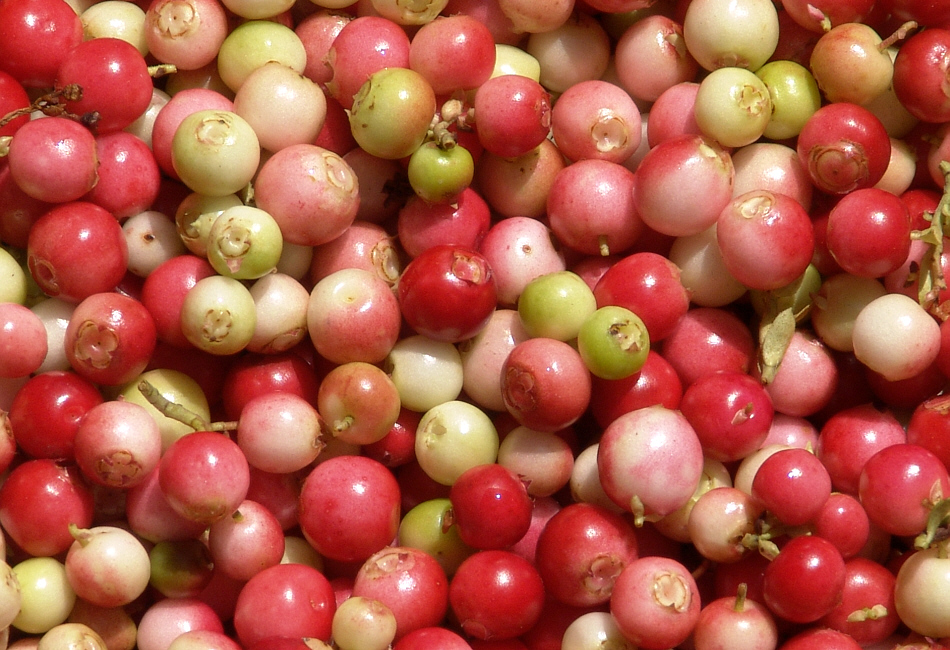
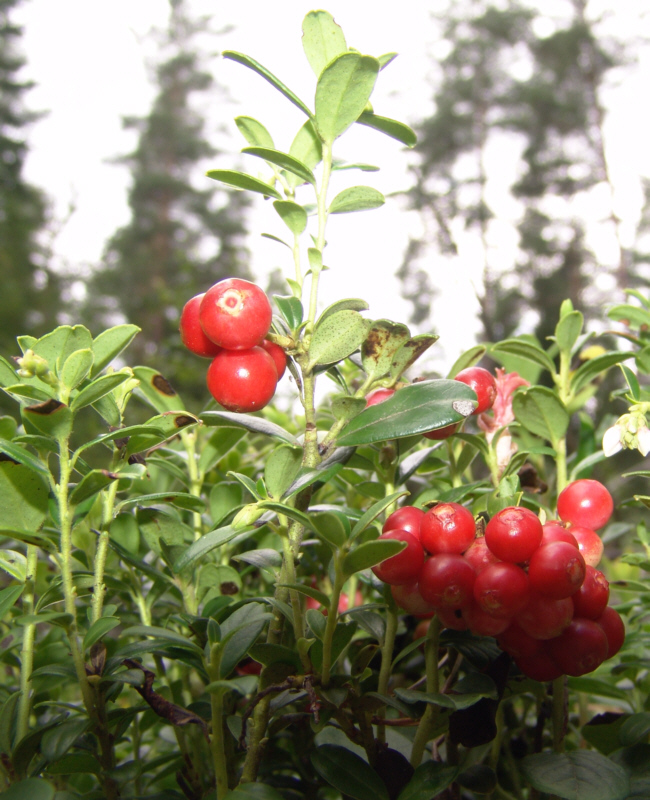
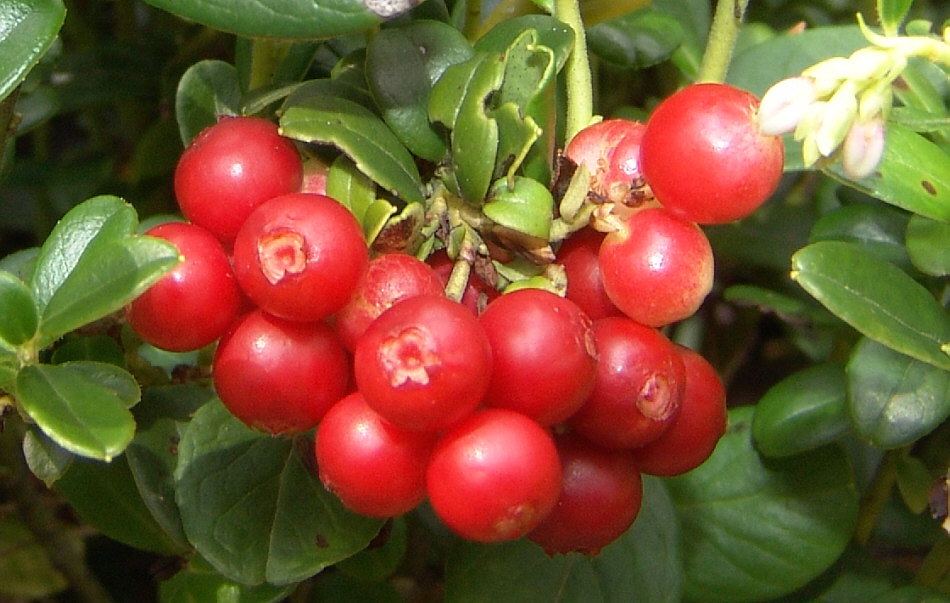
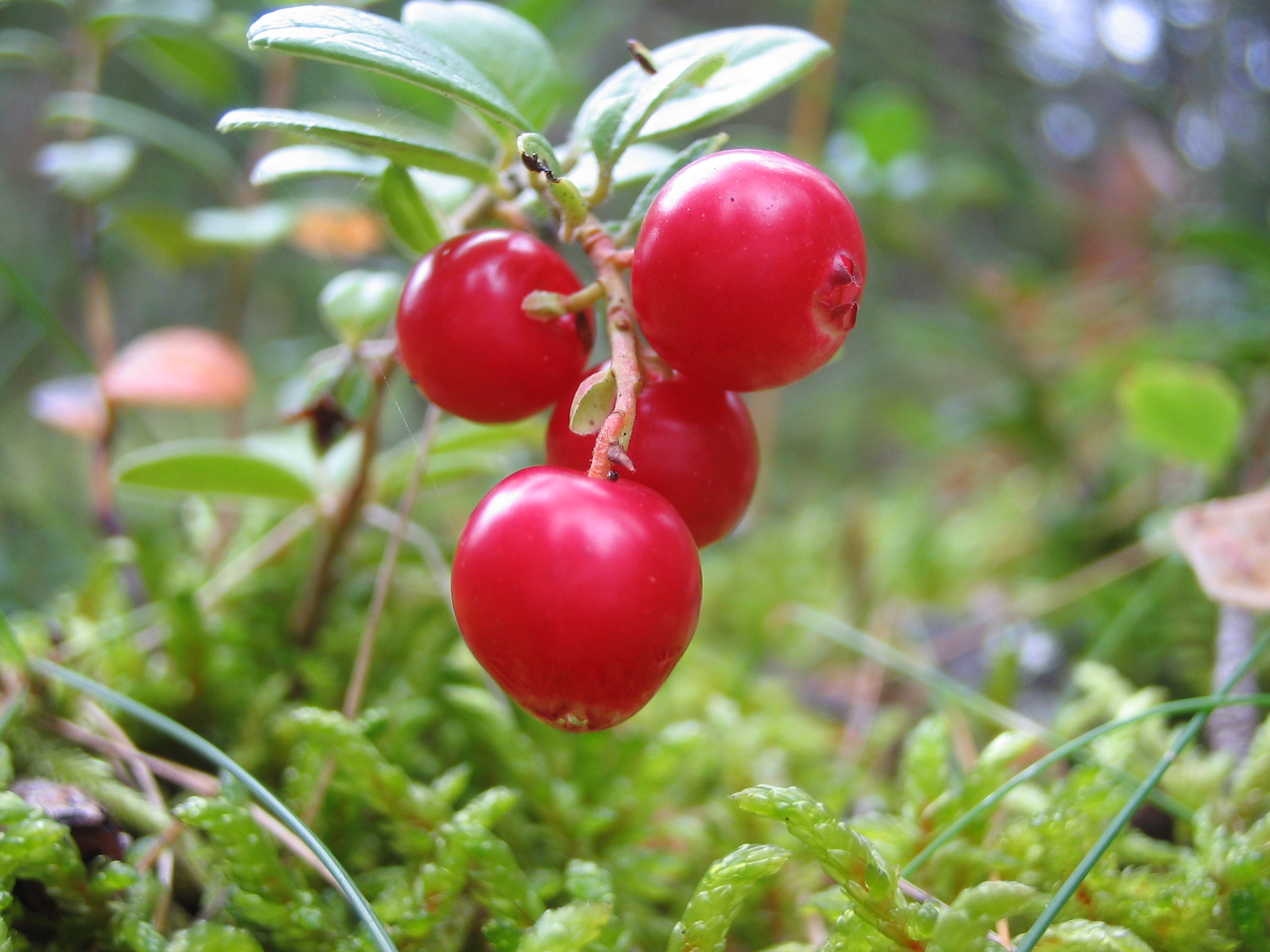
Rode bosbessen in Zweden

## Voedingswaarde
| 100 g rode bosbessen bevat |           |       |       |        |         |           |            |
| kcal                       | kilojoule | water | vet   | kalium | calcium | magnesium | vitamine C |
| 35-39                      | 148-162   | 88 g  | 0,5 g | 72 mg  | 14 mg   | 6 mg      | 12 mg      |

Bron: EU (EU NWKRL 90/496/EWG)
| 100 g rode bosbessen voorziet bij volwassenen in de dagelijkse behoefte van |         |           |            |
| kalium                                                                      | calcium | magnesium | vitamine C |
| 3%                                                                          | 2%      | 2%        | 16%        |

Bron: EU (EU NWKRL 90/496/EWG)

## Trivia
Vaak worden de bladeren aangetast door de schimmel Exobasidium vaccinii.